# Skania
Skania (лат.) — род вымерших членистоногих неясного систематического положения. Небольшие организмы 5—10 см длиной, возможно, родственные Parvancorina. Обладали сильным внешним сходством с некоторыми представителями эдиакарской биоты: вендией (Vendia), прекамбридием (Praecambridium) и онегой (Onega). Два вида известны из отложений нижнего кембрия: Skania fragilis обнаружены в сланцах Бёрджес (Британская Колумбия, Канада), Skania sundbergi — в сланцах Маотяньшань (Юньнань, Китай). Родовое название Skania образовано от названия ледника Скана (англ. Skana), расположенного в районе горы Робсон (Канадские Скалистые горы, Британская Колумбия).